# Manchester United Football Club 2014-2015
Questa pagina raccoglie i dati riguardanti il Manchester United Football Club nelle competizioni ufficiali della stagione 2014-2015.

## Stagione
Alla guida dei Red Devils questa stagione viene scelto Louis Van Gaal, al termine dell'esperienza con la nazionale olandese. La società effettua diversi colpi di mercato, tra i quali spiccano quello di Luke Shaw (37,5 mln) e soprattutto quello di Ángel Di Maria dal Real Madrid (73,5 mln). Salutano alcune bandiere del club , come Ferdinand, Evra e Giggs, e anche alcuni giocatori utilizzati spesso da Ferguson, come Kagawa, Nani e Cleverley. Il Manchester United, sebbene non abbia impegni europei, svolge una deludente stagione, chiudendo il campionato al 4º posto e arrivando ai quarti di finale di FA Cup. In EFL Cup la squadra viene eliminata al secondo turno.

## Maglie e sponsor
Cambia lo sponsor ufficiale: non più "AON Corporation", ma Chevrolet. Ultima stagione per Nike come sponsor tecnico: dal 2015-2016 i Red Devils vestiranno Adidas.
| Casa | Trasferta | Terza divisa |

## Organigramma societario
Area direttiva
- Proprietario: Famiglia Glazer
- Presidente onorario: Martin Edwards
- Direttori: David Gill, Michael Edelson, Sir Bobby Charlton, Sir Alex Ferguson
- Segretario del club: John Alexander
- Ambasciatori del club: Andy Cole, Bryan Robson, Gary Neville, Peter Schmeichel

Area direttiva Manchester UTD Limited
- Co-presidenti: Joel Glazer e Avram Glazer
- Vicepresidente esecutivo: Ed Woodward
- Direttore generale: Richard Arnold
- Direttori non-esecutivi: Bryan Glazer, Kevin Glazer, Edward Glazer, Darcie Glazer Kassewitz, Robert Leitão, John Hooks e Manu Sawhney

Area tecnica
- Manager: Louis van Gaal[2]
- Assistente manager: Ryan Giggs[2][3]
- Assistente allenatore: Albert Stuivenberg[4]
- Preparatore portieri: Frans Hoek[2]
- Fitness coach: Tony Strudwick
- Team Manager squadra delle riserve: Warren Joyce

## Rosa
Rosa aggiornata al 12 aprile 2015.
| N. |                             | Ruolo | Calciatore                      |
| -- | --------------------------- | ----- | ------------------------------- |
| 1  | Spagna (bandiera)           | P     | David de Gea                    |
| 2  | Brasile (bandiera)          | D     | Rafael                          |
| 3  | Inghilterra (bandiera)      | D     | Luke Shaw                       |
| 4  | Inghilterra (bandiera)      | D     | Phil Jones                      |
| 5  | Argentina (bandiera)        | D     | Marcos Rojo                     |
| 6  | Irlanda del Nord (bandiera) | D     | Jonny Evans                     |
| 7  | Argentina (bandiera)        | C     | Ángel Di María                  |
| 8  | Spagna (bandiera)           | C     | Juan Mata                       |
| 9  | Colombia (bandiera)         | A     | Radamel Falcao                  |
| 10 | Inghilterra (bandiera)      | A     | Wayne Rooney (capitano)         |
| 11 | Belgio (bandiera)           | A     | Adnan Januzaj                   |
| 12 | Inghilterra (bandiera)      | D     | Chris Smalling                  |
| 13 | Danimarca (bandiera)        | P     | Anders Lindegaard               |
| 14 | Messico (bandiera)          | A     | Javier Hernández                |
| 16 | Inghilterra (bandiera)      | C     | Michael Carrick (vice capitano) |
| 17 | Portogallo (bandiera)       | C     | Nani                            |
| 17 | Paesi Bassi (bandiera)      | D     | Daley Blind                     |
| 18 | Inghilterra (bandiera)      | C     | Ashley Young                    |
| 19 | Inghilterra (bandiera)      | A     | Danny Welbeck                   |
| 20 | Paesi Bassi (bandiera)      | A     | Robin van Persie                |
| 21 | Spagna (bandiera)           | C     | Ander Herrera                   |
| 22 | Inghilterra (bandiera)      | C     | Nick Powell                     |
| 23 | Inghilterra (bandiera)      | C     | Tom Cleverley                   |

| N. |                             | Ruolo | Calciatore        |
| -- | --------------------------- | ----- | ----------------- |
| 24 | Scozia (bandiera)           | C     | Darren Fletcher   |
| 25 | Ecuador (bandiera)          | C     | Antonio Valencia  |
| 26 | Giappone (bandiera)         | C     | Shinji Kagawa     |
| 28 | Brasile (bandiera)          | C     | Anderson          |
| 29 | Inghilterra (bandiera)      | A     | Wilfried Zaha     |
| 30 | Uruguay (bandiera)          | D     | Guillermo Varela  |
| 31 | Belgio (bandiera)           | C     | Marouane Fellaini |
| 32 | Spagna (bandiera)           | P     | Víctor Valdés     |
| 33 | Irlanda del Nord (bandiera) | D     | Paddy McNair      |
| 34 | Galles (bandiera)           | A     | Tom Lawrence      |
| 35 | Inghilterra (bandiera)      | C     | Jesse Lingard     |
| 36 | Belgio (bandiera)           | D     | Marnick Vermijl   |
| 37 | Svizzera (bandiera)         | D     | Saidy Janko       |
| 38 | Inghilterra (bandiera)      | D     | Michael Keane     |
| 39 | Inghilterra (bandiera)      | D     | Tom Thorpe        |
| 40 | Inghilterra (bandiera)      | P     | Ben Amos          |
| 41 | Inghilterra (bandiera)      | D     | Reece James       |
| 42 | Inghilterra (bandiera)      | D     | Tyler Blackett    |
| 44 | Belgio (bandiera)           | C     | Andreas Pereira   |
| 48 | Inghilterra (bandiera)      | A     | William Keane     |
| 49 | Inghilterra (bandiera)      | A     | James Wilson      |
| 50 | Inghilterra (bandiera)      | P     | Sam Johnstone     |

## Calciomercato

### Sessione estiva(dall'1/7 all'1/9)
| Acquisti         | Acquisti               | Acquisti         | Acquisti                                             |
| R.               | Nome                   | da               | Modalità                                             |
| ---------------- | ---------------------- | ---------------- | ---------------------------------------------------- |
| D                | Luke Shaw              | Southampton      | definitivo (37,5 mln €)                              |
| C                | Ander Herrera          | Athletic Bilbao  | definitivo (36 mln €)                                |
| D                | Marcos Rojo            | Sporting Lisbona | definitivo (20 mln €)                                |
| C                | Ángel Di María         | Real Madrid      | definitivo (74,95 mln €)                             |
| D                | Daley Blind            | Ajax             | definitivo (17,5 mln €)                              |
| A                | Radamel Falcao         | Monaco           | prestito oneroso con diritto di riscatto (7,6 mln €) |
| C                | Anderson               | Fiorentina       | fine prestito                                        |
| A                | Wilfried Zaha          | Cardiff City     | fine prestito                                        |
| Altre operazioni |                        |                  |                                                      |
| R.               | Nome                   | da               | Modalità                                             |
| P                | Vanja Milinković-Savić | Vojvodina        | definitivo                                           |
| D                | Timothy Fosu-Mensah    | Ajax             | definitivo (0,38 mln €)                              |
| A                | Ángelo Henríquez       | Saragozza        | fine prestito                                        |
| C                | Nick Powell            | Wigan            | fine prestito                                        |
| A                | Bebé                   | Paços Ferreira   | fine prestito                                        |
| C                | Davide Petrucci        | Charlton         | fine prestito                                        |
| D                | Marnick Vermijl        | N.E.C.           | fine prestito                                        |
| A                | Jack Barmby            | Hartlepool Utd   | fine prestito                                        |
| A                | Federico Macheda       | Birmingham City  | fine prestito                                        |
| D                | Tyler Blackett         | Birmingham City  | fine prestito                                        |
| C                | Charni Ekangamene      | Carlisle Utd     | fine prestito                                        |
| A                | Sam Byrne              | Carlisle Utd     | fine prestito                                        |
| A                | William Keane          | QPR              | fine prestito                                        |
| P                | Sam Johnstone          | Doncaster        | fine prestito                                        |
| C                | Jesse Lingard          | Brighton         | fine prestito                                        |
| D                | Tom Thorpe             | Birmingham City  | fine prestito                                        |
| D                | Liam Grimshaw          | Morecambe        | fine prestito                                        |

| Cessioni         | Cessioni               | Cessioni          | Cessioni                |
| R.               | Nome                   | a                 | Modalità                |
| ---------------- | ---------------------- | ----------------- | ----------------------- |
| C                | Ryan Giggs             |                   | fine carriera           |
| D                | Nemanja Vidić          |                   | svincolato              |
| D                | Rio Ferdinand          |                   | svincolato              |
| D                | Alexander Büttner      | Dinamo Mosca      | definitivo (5,5 mln €)  |
| D                | Patrice Evra           | Juventus          | definitivo (1,5 mln €)  |
| A                | Bebé                   | Benfica           | definitivo (3 mln €)    |
| A                | Ángelo Henríquez       | Dinamo Zagabria   | prestito                |
| C                | Nani                   | Sporting Lisbona  | prestito                |
| A                | Wilfried Zaha          | Crystal Palace    | prestito                |
| C                | Shinji Kagawa          | Borussia Dortmund | definitivo (8 mln €)    |
| A                | Javier Hernández       | Real Madrid       | prestito                |
| A                | Danny Welbeck          | Arsenal           | definitivo (20 mln €)   |
| C                | Tom Cleverley          | Aston Villa       | prestito                |
| D                | Guillermo Varela       | Real Madrid       | prestito                |
| Altre operazioni |                        |                   |                         |
| R.               | Nome                   | a                 | Modalità                |
| A                | Federico Macheda       |                   | svincolato              |
| A                | Sam Byrne              |                   | svincolato              |
| P                | Jonathan Sutherland    |                   | svincolato              |
| A                | Jack Barmby            |                   | svincolato              |
| C                | Jack Rudge             |                   | svincolato              |
| P                | Vanja Milinković-Savić | Vojvodina         | prestito                |
| P                | Pierluigi Gollini      |                   | svincolato              |
| C                | Charni Ekangamene      | Zulte Waregem     | definitivo              |
| D                | Louis Rowley           | Leicester City    | definitivo (0 €)        |
| C                | Nick Powell            | Leicester City    | prestito (fino al 2/1)  |
| D                | Michael Keane          | Burnley           | prestito                |
| A                | Tom Lawrence           | Leicester City    | definitivo (1,26 mln €) |

### Trasferimenti dopo la sessione estiva
| Acquisti | Acquisti | Acquisti | Acquisti |
| R.       | Nome     | da       | Modalità |
| -------- | -------- | -------- | -------- |

| Cessioni | Cessioni        | Cessioni      | Cessioni                |
| R.       | Nome            | a             | Modalità                |
| -------- | --------------- | ------------- | ----------------------- |
| C        | Davide Petrucci |               | rescissione consensuale |
| P        | Sam Johnstone   | Doncaster     | prestito (fino al 12/1) |
| D        | Reece James     | Rotherham Utd | prestito (fino al 10/1) |

### Sessione invernale(dal 3/1 al 2/2)
| Acquisti         | Acquisti         | Acquisti       | Acquisti      |
| R.               | Nome             | da             | Modalità      |
| ---------------- | ---------------- | -------------- | ------------- |
| P                | Víctor Valdés    | svincolato     |               |
| D                | Andy Kellett     | Bolton         | prestito      |
| Altre operazioni |                  |                |               |
| R.               | Nome             | da             | Modalità      |
| C                | Nick Powell      | Leicester City | fine prestito |
| D                | Michael Keane    | Burnley        | fine prestito |
| D                | Reece James      | Rotherham Utd  | fine prestito |
| P                | Sam Johnstone    | Doncaster      | fine prestito |
| D                | Sadiq El Fitouri | Salford City   | definitivo    |

| Cessioni         | Cessioni        | Cessioni       | Cessioni                |
| R.               | Nome            | a              | Modalità                |
| ---------------- | --------------- | -------------- | ----------------------- |
| C                | Darren Fletcher | West Bromwich  | definitivo (0 €)        |
| A                | Wilfried Zaha   | Crystal Palace | definitivo (3,83 €)     |
| C                | Anderson        | Internacional  | definitivo (0 €)        |
| Altre operazioni |                 |                |                         |
| R.               | Nome            | a              | Modalità                |
| D                | Michael Keane   | Burnley        | definitivo (2,56 mln €) |
| C                | Ben Pearson     | Barnsley       | prestito                |
| P                | Sam Johnstone   | Preston N.E.   | prestito                |
| A                | William Keane   | Sheffield Weds | prestito                |
| C                | Joe Rothwell    | Blackpool      | prestito                |
| P                | Ben Amos        | Bolton         | prestito (fino al 7/4)  |
| D                | Marnick Vermijl | Sheffield Weds | definitivo              |
| C                | Jesse Lingard   | Derby County   | prestito                |
| D                | Saidy Janko     | Bolton         | prestito                |

### Trasferimenti dopo la sessione invernale
| Acquisti | Acquisti | Acquisti | Acquisti      |
| R.       | Nome     | da       | Modalità      |
| -------- | -------- | -------- | ------------- |
| P        | Ben Amos | Bolton   | fine prestito |

| Cessioni | Cessioni    | Cessioni          | Cessioni |
| R.       | Nome        | a                 | Modalità |
| -------- | ----------- | ----------------- | -------- |
| D        | Reece James | Huddersfield Town | prestito |

## Risultati

### Barclays Premier League
| Arbitro: | Mike Dean |

|            |           |                                  |
| Rooney 53’ | Marcatori | 28’ Ki Sung-Yueng 72’ Sigurðsson |

| Arbitro: | Martin Atkinson |

|             |           |          |
| Rodwell 30’ | Marcatori | 17’ Mata |

| Burnley 30 agosto 2014, ore 13:45 CEST 3ª giornata | Burnley   | 0 – 0 referto | Manchester Utd | Turf Moor (21.099 spett.)\| Arbitro: \| Chris Foy \| |
| Arbitro:                                           | Chris Foy |               |                |                                                      |

| Arbitro: | Phil Dowd |

|                                              |           |  |
| Di María 24’ Herrera 36’ Rooney 44’ Mata 58’ | Marcatori |  |

| Arbitro: | Mark Clattenburg |

|                                                                 |           |                                         |
| Ulloa 17’, 83’ (rig.) Nugent 62’ (rig.) Cambiasso 64’ Vardy 79’ | Marcatori | 13’ van Persie 16’ Di María 57’ Herrera |

| Arbitro: | Lee Mason |

|                          |           |           |
| Rooney 5’ van Persie 22’ | Marcatori | 37’ Sakho |

| Arbitro: | Kevin Friend |

|                         |           |              |
| Di María 27’ Falcao 62’ | Marcatori | 55’ Naismith |

| Arbitro: | Mike Dean |

|                           |           |                        |
| Sessègnon 8’ Berahino 56’ | Marcatori | 48’ Fellaini 87’ Blind |

| Arbitro: | Phil Dowd |

|                  |           |            |
| van Persie 90+4’ | Marcatori | 53’ Drogba |

| Arbitro: | Michael Oliver |

|            |           |  |
| Agüero 63’ | Marcatori |  |

| Arbitro: | Chris Foy |

|          |           |  |
| Mata 67’ | Marcatori |  |

| Arbitro: | Mike Dean |

|              |           |                             |
| Giroud 90+5’ | Marcatori | 56’ (aut.) Gibbs 85’ Rooney |

| Arbitro: | Anthony Taylor |

|                                        |           |  |
| Smalling 16’ Rooney 42’ van Persie 66’ | Marcatori |  |

| Arbitro: | Jonathan Moss |

|                       |           |             |
| Fellaini 21’ Mata 59’ | Marcatori | 39’ N'Zonzi |

| Arbitro: | Kevin Friend |

|           |           |                     |
| Pellè 31’ | Marcatori | 12’, 71’ van Persie |

| Arbitro: | Martin Atkinson |

|                                    |           |  |
| Rooney 12’ Mata 40’ van Persie 71’ | Marcatori |  |

| Arbitro: | Lee Mason |

|             |           |            |
| Benteke 18’ | Marcatori | 53’ Falcao |

| Arbitro: | Mike Jones |

|                                |           |                  |
| Rooney 23’, 36’ van Persie 53’ | Marcatori | 87’ (rig.) Cissé |

| Londra 28 dicembre 2014, ore 13:00 CET 19ª giornata | Tottenham     | 0 – 0 referto | Manchester Utd | White Hart Lane (35.711 spett.)\| Arbitro: \| Jonathan Moss \| |
| Arbitro:                                            | Jonathan Moss |               |                |                                                                |

| Arbitro: | Michael Oliver |

|              |           |            |
| Shawcross 2’ | Marcatori | 26’ Falcao |

| Arbitro: | Phil Dowd |

|  |           |           |
|  | Marcatori | 69’ Tadić |

| Arbitro: | Neil Swarbrick |

|  |           |                           |
|  | Marcatori | 58’ Fellaini 90+4’ Wilson |

| Arbitro: | Martin Atkinson |

|                                             |           |                |
| van Persie 27’ Falcao 32’ Morgan 44’ (aut.) | Marcatori | 80’ Wasilewski |

| Arbitro: | Mark Clattenburg |

|             |           |             |
| Kouyaté 49’ | Marcatori | 90+2’ Blind |

| Arbitro: | Kevin Friend |

|                                          |           |          |
| Smalling 6’, 45+3’ van Persie 82’ (rig.) | Marcatori | 12’ Ings |

| Arbitro: | Neil Swarbrick |

|                             |           |             |
| Ki Sung-Yueng 30’ Gomis 73’ | Marcatori | 28’ Herrera |

| Arbitro: | Roger East |

|                       |           |  |
| Rooney 66’ (rig.) 84’ | Marcatori |  |

| Arbitro: | Anthony Taylor |

|  |           |           |
|  | Marcatori | 89’ Young |

| Arbitro: | Mark Clattenburg |

|                                    |           |  |
| Fellaini 9’ Carrick 19’ Rooney 34’ | Marcatori |  |

| Arbitro: | Martin Atkinson |

|               |           |               |
| Sturridge 69’ | Marcatori | 14’, 59’ Mata |

| Arbitro: | Roger East |

|                               |           |             |
| Herrera 43’, 90+2’ Rooney 79’ | Marcatori | 80’ Benteke |

| Arbitro: | Mark Clattenburg |

|                                              |           |                |
| Young 14’ Fellaini 27’ Mata 67’ Smalling 73’ | Marcatori | 8’, 89’ Agüero |

| Arbitro: | Mike Dean |

|            |           |  |
| Hazard 38’ | Marcatori |  |

| Arbitro: | Andre Marriner |

|                                     |           |  |
| McCarthy 5’ Stones 35’ Mirallas 74’ | Marcatori |  |

| Arbitro: | Anthony Taylor |

|  |           |            |
|  | Marcatori | 63’ Olsson |

| Arbitro: | Michael Oliver |

|              |           |                              |
| Puncheon 57’ | Marcatori | 19’ (rig.) Mata 78’ Fellaini |

| Arbitro: | Mike Dean |

|             |           |                     |
| Herrera 30’ | Marcatori | 82’ (aut.) Blackett |

| Kingston upon Hull 24 maggio 2015, ore 16:00 CEST 38ª giornata | Hull City   | 0 – 0 referto | Manchester Utd | KC Stadium (24.745 spett.)\| Arbitro: \| Lee Probert \| |
| Arbitro:                                                       | Lee Probert |               |                |                                                         |

### FA Cup

#### Terzo turno
| Arbitro: | Craig Pawson |

|  |           |                          |
|  | Marcatori | 64’ Herrera 90’ Di María |

#### Quarto turno
| Cambridge 23 gennaio 2015, ore 20:55 CET | Cambridge Utd | 0 – 0 referto | Manchester Utd | Abbey Stadium (7.987 spett.)\| Arbitro: \| Chris Foy \| |
| Arbitro:                                 | Chris Foy     |               |                |                                                         |

| Arbitro: | Jonathan Moss |

|                              |           |  |
| Mata 25’ Rojo 32’ Wilson 73’ | Marcatori |  |

#### Ottavi di finale
| Arbitro: | Phil Dowd |

|           |           |                                            |
| Laird 47’ | Marcatori | 65’ Herrera 72’ Fellaini 88’ (rig.) Rooney |

#### Quarti di finale
| Arbitro: | Michael Oliver |

|            |           |                         |
| Rooney 29’ | Marcatori | 25’ Monreal 61’ Welbeck |

### Football League Cup

#### Secondo turno
| Arbitro: | Stuart Attwell |

|                               |           |  |
| Grigg 25’, 63’ Afobe 69’, 84’ | Marcatori |  |

## Statistiche

### Statistiche di squadra
Aggiornate al 24 maggio 2015
| Competizione   | Punti | In casa | In casa | In casa | In casa | In casa | In casa | In trasferta | In trasferta | In trasferta | In trasferta | In trasferta | In trasferta | Totale | Totale | Totale | Totale | Totale | Totale | DR  |
| Competizione   | Punti | G       | V       | N       | P       | Gf      | Gs      | G            | V            | N            | P            | Gf           | Gs           | G      | V      | N      | P      | Gf     | Gs     | DR  |
| -------------- | ----- | ------- | ------- | ------- | ------- | ------- | ------- | ------------ | ------------ | ------------ | ------------ | ------------ | ------------ | ------ | ------ | ------ | ------ | ------ | ------ | --- |
| Premier League | 70    | 19      | 14      | 2       | 3       | 41      | 15      | 19           | 6            | 8            | 5            | 21           | 22           | 38     | 20     | 10     | 8      | 62     | 37     | +25 |
| FA Cup         | -     | 2       | 1       | 0       | 1       | 4       | 2       | 3            | 2            | 1            | 0            | 5            | 1            | 5      | 3      | 1      | 1      | 9      | 3      | +6  |
| League Cup     | -     | 0       | 0       | 0       | 0       | 0       | 0       | 1            | 0            | 0            | 1            | 0            | 4            | 1      | 0      | 0      | 1      | 0      | 4      | -4  |
| Totale         | -     | 21      | 15      | 2       | 4       | 45      | 17      | 23           | 8            | 9            | 6            | 26           | 27           | 44     | 23     | 11     | 10     | 71     | 44     | +27 |

### Andamento in campionato
| Giornata  | 1  | 2  | 3  | 4 | 5  | 6 | 7 | 8 | 9 | 10 | 11 | 12 | 13 | 14 | 15 | 16 | 17 | 18 | 19 | 20 | 21 | 22 | 23 | 24 | 25 | 26 | 27 | 28 | 29 | 30 | 31 | 32 | 33 | 34 | 35 | 36 | 37 | 38 |
| --------- | -- | -- | -- | - | -- | - | - | - | - | -- | -- | -- | -- | -- | -- | -- | -- | -- | -- | -- | -- | -- | -- | -- | -- | -- | -- | -- | -- | -- | -- | -- | -- | -- | -- | -- | -- | -- |
| Luogo     | C  | T  | T  | C | T  | C | C | T | C | T  | C  | T  | C  | C  | T  | C  | T  | C  | T  | T  | C  | T  | C  | T  | C  | T  | C  | T  | C  | T  | C  | C  | T  | T  | C  | T  | C  | T  |
| Risultato | P  | N  | N  | V | P  | V | V | N | N | P  | V  | V  | V  | V  | V  | V  | N  | V  | N  | N  | P  | V  | V  | N  | V  | P  | V  | V  | V  | V  | V  | V  | P  | P  | P  | V  | N  | N  |
| Posizione | 13 | 13 | 14 | 9 | 12 | 7 | 4 | 6 | 8 | 8  | 7  | 4  | 4  | 4  | 3  | 3  | 3  | 3  | 3  | 3  | 4  | 4  | 3  | 4  | 3  | 4  | 4  | 4  | 4  | 4  | 3  | 3  | 3  | 4  | 4  | 4  | 4  | 4  |

Fonte:  Premier League – Classifiche, su sport.sky.it, sport.sky.it (archiviato dall'url originale il 19 agosto 2014).
Legenda:

Luogo: C = Casa; T = Trasferta. Risultato: V = Vittoria; N = Pareggio; P = Sconfitta.

### Statistiche dei giocatori
In corsivo i giocatori che hanno lasciato la squadra a stagione già iniziata.
| Giocatore     | Premier League | Premier League | Premier League | Premier League | FA Cup   | FA Cup | FA Cup      | FA Cup     | League Cup | League Cup | League Cup  | League Cup | Totale   | Totale | Totale      | Totale     |
| Giocatore     | Presenze       | Reti           | Ammonizioni    | Espulsioni     | Presenze | Reti   | Ammonizioni | Espulsioni | Presenze   | Reti       | Ammonizioni | Espulsioni | Presenze | Reti   | Ammonizioni | Espulsioni |
| ------------- | -------------- | -------------- | -------------- | -------------- | -------- | ------ | ----------- | ---------- | ---------- | ---------- | ----------- | ---------- | -------- | ------ | ----------- | ---------- |
| B. Amos       | 0              | 0              | 0              | 0              | 0        | 0      | 0           | 0          | 0          | 0          | 0           | 0          | 0        | 0      | 0           | 0          |
| Anderson      | 1              | 0              | 0              | 0              | 0        | 0      | 0           | 0          | 1          | 0          | 0           | 0          | 2        | 0      | 0           | 0          |
| T. Blackett   | 11             | 0              | 3              | 1              | 1        | 0      | 0           | 0          | 0          | 0          | 0           | 0          | 12       | 0      | 3           | 1          |
| D. Blind      | 25             | 2              | 4              | 0              | 4        | 0      | 0           | 0          | 0          | 0          | 0           | 0          | 29       | 2      | 4           | 0          |
| M. Carrick    | 18             | 1              | 1              | 0              | 2        | 0      | 0           | 0          | 0          | 0          | 0           | 0          | 20       | 1      | 1           | 0          |
| T. Cleverley  | 1              | 0              | 1              | 0              | 0        | 0      | 0           | 0          | 0          | 0          | 0           | 0          | 1        | 0      | 1           | 0          |
| D. de Gea     | 37             | -36            | 0              | 0              | 5        | -3     | 0           | 0          | 1          | -4         | 0           | 0          | 43       | -43    | 0           | 0          |
| Á. Di María   | 27             | 3              | 1              | 0              | 5        | 1      | 2           | 1          | 0          | 0          | 0           | 0          | 32       | 4      | 3           | 1          |
| J. Evans      | 14             | 0              | 1              | 0              | 2        | 0      | 0           | 0          | 1          | 0          | 0           | 0          | 17       | 0      | 1           | 0          |
| R. Falcao     | 26             | 4              | 2              | 0              | 3        | 0      | 0           | 0          | 0          | 0          | 0           | 0          | 29       | 4      | 2           | 0          |
| M. Fellaini   | 27             | 6              | 5              | 1              | 4        | 1      | 2           | 0          | 0          | 0          | 0           | 0          | 31       | 7      | 7           | 1          |
| D. Fletcher   | 11             | 0              | 1              | 0              | 1        | 0      | 0           | 0          | 0          | 0          | 0           | 0          | 12       | 0      | 1           | 0          |
| J. Hernández  | 1              | 0              | 0              | 0              | 0        | 0      | 0           | 0          | 1          | 0          | 0           | 0          | 2        | 0      | 0           | 0          |
| A. Herrera    | 26             | 6              | 6              | 0              | 5        | 2      | 2           | 0          | 0          | 0          | 0           | 0          | 31       | 8      | 8           | 0          |
| R. James      | 0              | 0              | 0              | 0              | 0        | 0      | 0           | 0          | 1          | 0          | 0           | 0          | 1        | 0      | 0           | 0          |
| S. Janko      | 0              | 0              | 0              | 0              | 0        | 0      | 0           | 0          | 1          | 0          | 0           | 0          | 1        | 0      | 0           | 0          |
| A. Januzaj    | 18             | 0              | 0              | 0              | 2        | 0      | 1           | 0          | 1          | 0          | 0           | 0          | 21       | 0      | 1           | 0          |
| P. Jones      | 22             | 0              | 3              | 0              | 2        | 0      | 0           | 0          | 0          | 0          | 0           | 0          | 24       | 0      | 3           | 0          |
| S. Johnstone  | 0              | 0              | 0              | 0              | 0        | 0      | 0           | 0          | 0          | 0          | 0           | 0          | 0        | 0      | 0           | 0          |
| S. Kagawa     | 0              | 0              | 0              | 0              | 0        | 0      | 0           | 0          | 1          | 0          | 0           | 0          | 1        | 0      | 0           | 0          |
| M. Keane      | 1              | 0              | 0              | 0              | 0        | 0      | 0           | 0          | 1          | 0          | 0           | 0          | 2        | 0      | 0           | 0          |
| W. Keane      | 0              | 0              | 0              | 0              | 0        | 0      | 0           | 0          | 0          | 0          | 0           | 0          | 0        | 0      | 0           | 0          |
| T. Lawrence   | 0              | 0              | 0              | 0              | 0        | 0      | 0           | 0          | 0          | 0          | 0           | 0          | 0        | 0      | 0           | 0          |
| A. Lindegaard | 0              | -0             | 0              | 0              | 0        | -0     | 0           | 0          | 0          | -0         | 0           | 0          | 0        | -0     | 0           | 0          |
| J. Lingard    | 1              | 0              | 0              | 0              | 0        | 0      | 0           | 0          | 0          | 0          | 0           | 0          | 1        | 0      | 0           | 0          |
| J. Mata       | 33             | 9              | 2              | 0              | 2        | 1      | 0           | 0          | 0          | 0          | 0           | 0          | 35       | 10     | 2           | 0          |
| P. McNair     | 16             | 0              | 2              | 0              | 2        | 0      | 0           | 0          | 0          | 0          | 0           | 0          | 18       | 0      | 2           | 0          |
| Nani          | 1              | 0              | 0              | 0              | 0        | 0      | 0           | 0          | 0          | 0          | 0           | 0          | 1        | 0      | 0           | 0          |
| A. Pereira    | 1              | 0              | 0              | 0              | 0        | 0      | 0           | 0          | 1          | 0          | 0           | 0          | 2        | 0      | 0           | 0          |
| N. Powell     | 0              | 0              | 0              | 0              | 0        | 0      | 0           | 0          | 1          | 0          | 0           | 0          | 1        | 0      | 0           | 0          |
| Rafael        | 10             | 0              | 2              | 0              | 1        | 0      | 0           | 0          | 0          | 0          | 0           | 0          | 11       | 0      | 2           | 0          |
| M. Rojo       | 22             | 0              | 6              | 0              | 4        | 1      | 2           | 0          | 0          | 0          | 0           | 0          | 26       | 1      | 8           | 0          |
| W. Rooney     | 33             | 12             | 5              | 1              | 4        | 2      | 0           | 0          | 0          | 0          | 0           | 0          | 37       | 14     | 5           | 1          |
| L. Shaw       | 16             | 0              | 3              | 1              | 4        | 0      | 0           | 0          | 0          | 0          | 0           | 0          | 20       | 0      | 3           | 1          |
| C. Smalling   | 25             | 4              | 3              | 1              | 4        | 0      | 0           | 0          | 0          | 0          | 0           | 0          | 29       | 4      | 3           | 1          |
| T. Thorpe     | 1              | 0              | 0              | 0              | 0        | 0      | 0           | 0          | 0          | 0          | 0           | 0          | 1        | 0      | 0           | 0          |
| V. Valdés     | 2              | -1             | 0              | 0              | 0        | 0      | 0           | 0          | 0          | 0          | 0           | 0          | 2        | -1     | 0           | 0          |
| A. Valencia   | 32             | 0              | 4              | 0              | 3        | 0      | 0           | 0          | 0          | 0          | 0           | 0          | 35       | 0      | 4           | 0          |
| R. van Persie | 27             | 10             | 5              | 0              | 2        | 0      | 0           | 0          | 0          | 0          | 0           | 0          | 29       | 10     | 5           | 0          |
| G. Varela     | 0              | 0              | 0              | 0              | 0        | 0      | 0           | 0          | 0          | 0          | 0           | 0          | 0        | 0      | 0           | 0          |
| M. Vermijl    | 0              | 0              | 0              | 0              | 0        | 0      | 0           | 0          | 1          | 0          | 0           | 0          | 1        | 0      | 0           | 0          |
| D. Welbeck    | 2              | 0              | 0              | 0              | 0        | 0      | 0           | 0          | 1          | 0          | 0           | 0          | 3        | 0      | 0           | 0          |
| J. Wilson     | 13             | 1              | 3              | 0              | 3        | 1      | 1           | 0          | 1          | 0          | 0           | 0          | 17       | 2      | 4           | 0          |
| A. Young      | 26             | 2              | 5              | 0              | 3        | 0      | 1           | 0          | 0          | 0          | 0           | 0          | 29       | 2      | 6           | 0          |
| W. Zaha       | 0              | 0              | 0              | 0              | 0        | 0      | 0           | 0          | 0          | 0          | 0           | 0          | 0        | 0      | 0           | 0          |